# کوپالینو
کوپالینو (به لهستانی:  Kopalino) یک منطقهٔ مسکونی در لهستان است که در گمینا خوچوو واقع شده‌است.
 کوپالینو  ۱۵۴ نفر جمعیت دارد.